# Decorațiile Transnistriei
Aceasta este o listă a decorațiilor conferite de către auto-proclamata Republică Moldovenească Nistreană. 

## Ordine

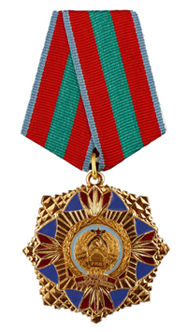
Ordinul Republicii (1994)
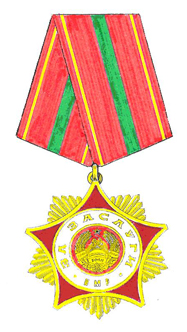
Ordinul "Pentru merit" clasa I
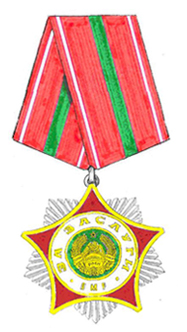
Ordinul "Pentru merit" clasa a II-a
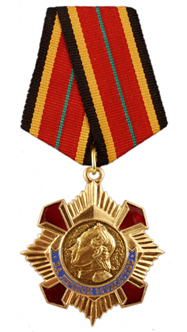
Ordinul "Pentru curaj personal" (1995)
Ordinul de Onoare (1996)
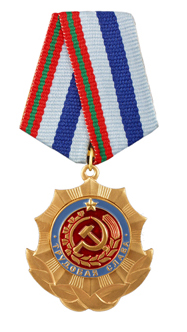
Ordinul "Gloria muncii" (2000)
Ordinul "Mamă-eroină"

## Ordine militare

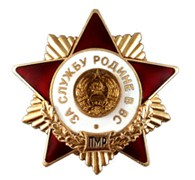
Ordinul "Pentru serviciu adus patriei în forţele armate" clasa I (1996)
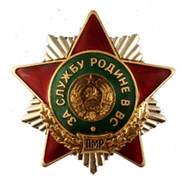
Ordinul "Pentru serviciu adus patriei în forţele armate" clasa a II-a (1996)
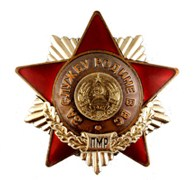
Ordinul "Pentru serviciu adus patriei în forţele armate" clasa a III-a (1996)

## Medalii

Medalia "Apărător al Transnistriei" (1993)
Medalia "Pentru muncă susţinută" (1993)
Medalia "Pentru muncă deosebită"
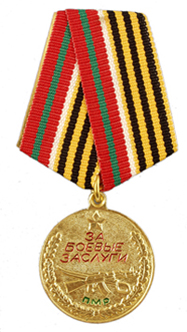
Medalia "Pentru activitatea de luptă" (1999)
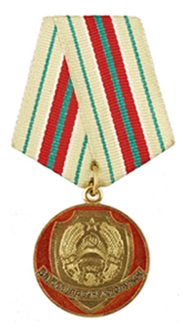
Medalia "Pentru serviciu ireproşabil" clasa I (1999)
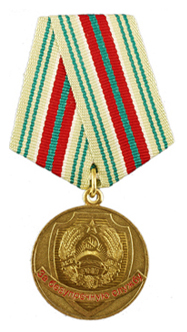
Medalia "Pentru serviciu ireproşabil" clasa a II-a (1999)
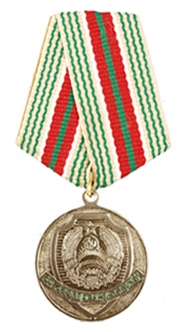
Medalia "Pentru serviciu ireproşabil" clasa a III-a (1999)
Medalia "Participant la operaţiunile de menţinere a păcii din Transnistria"
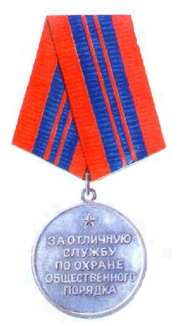
Medalia "Pentru servicii excepţionale în apărarea ordinii publice"
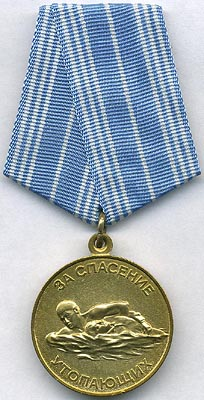
Medalia "Pentru salvarea persoanelor de la înec"
Crucea "Pentru apărarea Transnistriei"

## Medalii jubiliare

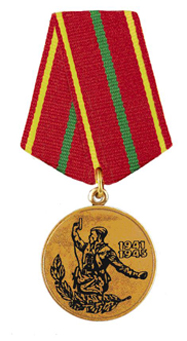
Medalia "60 ani de la victoria în cel de-al doilea război mondial din 1941-1945" (2005)
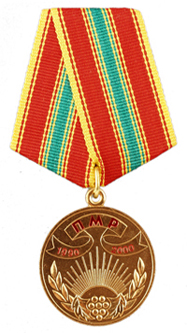
Medalia "A 10-a aniversare a RMN" (2000)
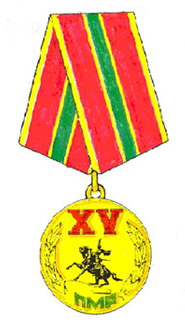
Medalia "A 15-a aniversare a RMN" (2005)
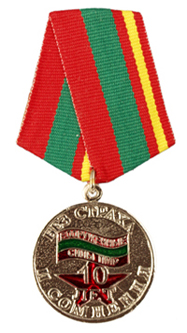
Medalia "A 10-a aniversare a forţelor armate ale RMN" (2001)
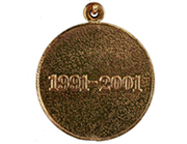
Medalia "10 ani de la mişcarea de eliberare a femeilor din RMN" (2001)
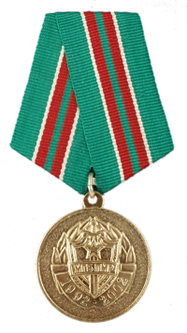
Medalia "A 10-a aniversare a Ministerului Securităţii Statului al RMN" (2002)
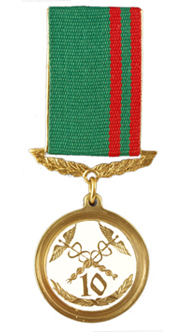
Medalia "A 10-a aniversare a organelor vamale ale RMN" (2002)
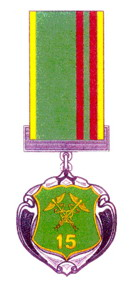
Medalia "A 15-a aniversare a organelor vamale ale RMN" (2007)
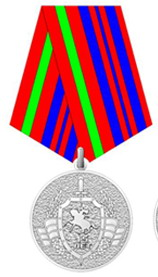
Medalia "A 15-a aniversare a Miliţiei Transnistrene" (2006)
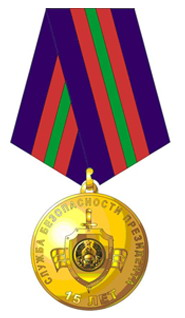
Medalia "A 15-a aniversare a serviciului de protecţie al preşedintelui Republicii Moldoveneşti Nistrene" (2007)
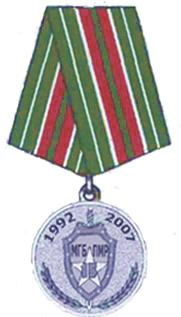
Medalia "A 15-a aniversare a Ministerului Securităţii Statului al RMN" (2007)
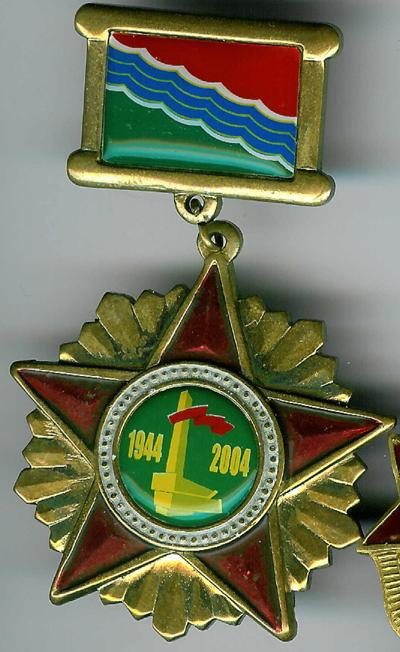
Medalia "A 60-a aniversare a eliberării Tiraspolului" (2004)

## Insigne

Insigna "Pentru apărarea Transnistriei" (1994)
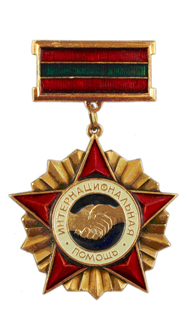
Insigna "Asistenţă internaţională" (1994)
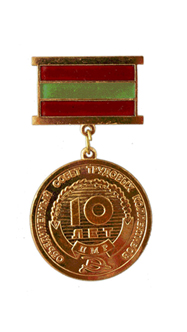
Insigna "A 10-a aniversare a OSTK" (1999)
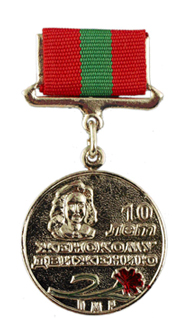
Insigna "10 ani de la mişcarea de eliberare a femeilor din RMN" (2001)
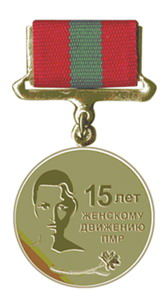
Insigna "15 ani de la mişcarea de eliberare a femeilor din RMN" (2006)
Insigna "Laureat al Premiului de Stat al RMN" (1997[1])
Insigna "Muncitor fruntaş al RMN"[2]
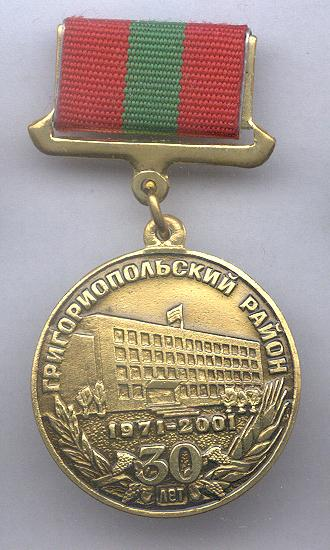
Insigna "A 30-a aniversare a raionului Grigoriopol" (2001)
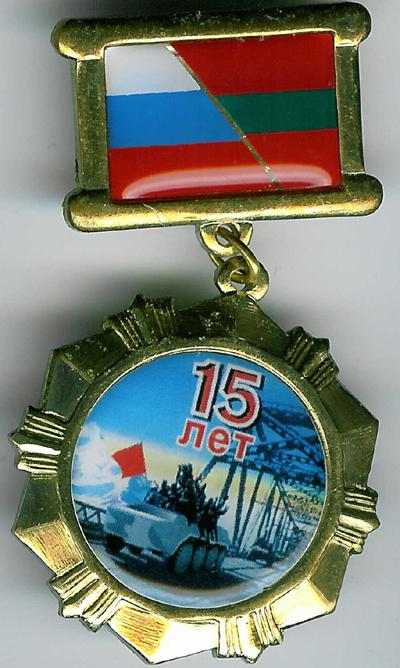
Insigna "A 15-a aniversare a retragerii din Republica Democratică Afganistan" (2004)

## Decorații căzăcești transnistrene

Crucea „Pentru credinţă” a Cazacilor Mării Negre
Crucea Comemorativă a Atamanului Kusher